# Mont Union
Le mont Union est une montagne située dans la forêt nationale de Prescott, dans le centre du comté de Yavapai, en Arizona. Son sommet constitue le point culminant des monts Bradshaw et du comté de Yavapai. Le mont Union est flanqué au nord-est par le mont Davis.